# 半﨑美子のハンザキラジオ
半﨑美子のハンザキラジオ（はんざきよしこのはんざきらじお）は、2018年4月8日からHBCラジオで放送されているラジオ番組。
リスナーからのメッセージと半﨑美子の楽曲を中心とした番組。

## 放送時間
- 2018年4月〜2021年3月：日曜10:00～10:30
- 2021年4月〜2023年9月：日曜11:00～11:30
- 2023年10月〜2024年9月：日曜11:30～12:00
- 2024年10月〜：日曜11:00～11:30

## 出演者
- 半﨑美子